# Zwitserland op het wereldkampioenschap voetbal 2006
Zwitserland nam tijdens het Wereldkampioenschap voetbal 2006 voor de achtste keer deel. Drie maal behaalde Zwitserland de kwartfinale op een WK. De laatste keer dat dat gebeurde was echter in 1954. De laatste keer dat Zwitserland zich kwalificeerde, in 1994 werden ze in de tweede ronde uitgeschakeld. Deze keer slaagde ze erin de groepsfase te overleven en werden uitgeschakeld in de achtste finale door Oekraïne na strafschoppen.

## Kwalificatie
Als lid van de UEFA moest Zwitserland zich zien te kwalificeren via de voorrondes in Europa. Aan de hand van in het verleden behaalde resultaten en een loting werden acht groepen samengesteld. Zwitserland kwam in groep 4 terecht met Frankrijk, Israël, Ierland, Cyprus en de Faeröer. Elk land speelde twee keer tegen elk ander land in dezelfde groep, zowel uit als thuis. De groepswinnaar was direct gekwalificeerd, terwijl de nummer twee een extra play-off duel moest spelen tegen de nummer twee uit een andere groep. Alleen de twee beste landen die op de tweede plaats eindigden kregen direct toegang tot het eindtoernooi in Duitsland.
Zwitserland begon haar campagne goed met een 6-0-overwinning op de Faeröer. Vervolgens verzakte zij echter in de grote patstelling die de groep gedurende gehele kwalificatiereeks zou tekenen. Tegen alle concurrenten, namelijk Frankrijk, Ierland en Israël, werden zowel de thuis als de uitwedstrijden gelijk gespeeld. Aan het eind van de rit hadden zowel Zwitserland, Frankrijk als Israël een ongeslagen kwalificatiereeks. Frankrijk had dankzij de overwinning op Ierland als enige een overwinning gehaald in de wedstrijden tussen de vier kanshebbers, en pakte daarmee de groepswinst. Door de nederlaag was Ierland in het nadeel, en ging het tussen Israël en Zwitserland. Niet alleen bleek Zwitserland aan het eind van de rit een beter doelsaldo te hebben, ook had zij in de onderlinge resultaten het voordeel omdat de wedstrijd in Israël in 2-2 was geëindigd en die in Zwitserland slechts in 1-1.
Zwitserland eindigde dus als tweede en ging door naar de play-offs. Turkije, dat op het WK 2002 als derde was geëindigd, liet Denemarken en Europees kampioen Griekenland achter zich in haar groep, en was Zwitserland's tegenstander. De eerste wedstrijd in Bern werd met 2-0 gewonnen door Zwitserland. In de terugwedstrijd wilde favorier Turkije met alle macht was terugdoen, maar Zwitserland nam al na 2 minuten de voorsprong via een penalty. Desondanks ging Turkije op jacht, en het lukte zowaar de stand om te buigen naar 3-1. Zes minuten voor tijd scoorde Streller echter voor Zwitserland, waardoor Turkije op de rand van uitschakeling stond. De 4-2 vlak voor tijd kwam te laat, en Zwitserland was door naar het eindtoernooi op uitdoelpunten. In de spelerstunnel en bij het aflopen van het veld na het eind van de wedstrijd ontstond nog een gevecht tussen Turkse spelers en begeleiders en enkele Zwitsers, hetgeen voor een aantal Turken een lange schorsing heeft opgeleverd.

### Wedstrijden
|                                                                     | |       |         |                                                                                  |
| 4 september 2004 WK-kwalificatie № 641 «onderlinge duels» 17:30 uur | Zwitserland | 6 – 0 | Faeröer | St. Jakob-Park, Bazel Toeschouwers: 13.013 Scheidsrechter: Alexandru Tudor (ROM) |
| 4 september 2004 WK-kwalificatie № 641 «onderlinge duels» 17:30 uur | Johan Vonlanthen 10' Johan Vonlanthen 14' Alexandre Rey 29' Alexandre Rey 44' Alexandre Rey 55' Johan Vonlanthen 56' |       |         | St. Jakob-Park, Bazel Toeschouwers: 13.013 Scheidsrechter: Alexandru Tudor (ROM) |

|                                                                     |                 |       |                     |                                                                                 |
| 8 september 2004 WK-kwalificatie № 642 «onderlinge duels» 20:30 uur | Zwitserland     | 1 – 1 | Ierland             | St. Jakob-Park, Bazel Toeschouwers: 28.000 Scheidsrechter: Kyros Vassaras (GRE) |
| 8 september 2004 WK-kwalificatie № 642 «onderlinge duels» 20:30 uur | Hakan Yakin 17' |       | 9' Clinton Morrison | St. Jakob-Park, Bazel Toeschouwers: 28.000 Scheidsrechter: Kyros Vassaras (GRE) |

|                                                                   |                                      |       |                                         |                                                                                     |
| 9 oktober 2004 WK-kwalificatie № 643 «onderlinge duels» 20:30 uur | Israël                               | 2 – 2 | Zwitserland                             | Ramat Gan Stadion, Ramat Gan Toeschouwers: 37.976 Scheidsrechter: Mark Shield (AUS) |
| 9 oktober 2004 WK-kwalificatie № 643 «onderlinge duels» 20:30 uur | Yossi Benayoun 9' Yossi Benayoun 48' |       | 26' Alexander Frei 34' Johan Vonlanthen | Ramat Gan Stadion, Ramat Gan Toeschouwers: 37.976 Scheidsrechter: Mark Shield (AUS) |

|                                                                  |           |       |             |                                                                                      |
| 26 maart 2005 WK-kwalificatie № 645 «onderlinge duels» 21:00 uur | Frankrijk | 0 – 0 | Zwitserland | Stade de France, Parijs Toeschouwers: 79.373 Scheidsrechter: Massimo De Santis (ITA) |
| 26 maart 2005 WK-kwalificatie № 645 «onderlinge duels» 21:00 uur |           |       |             | Stade de France, Parijs Toeschouwers: 79.373 Scheidsrechter: Massimo De Santis (ITA) |

|                                                                  |                    |       |        |                                                                           |
| 30 maart 2005 WK-kwalificatie № 646 «onderlinge duels» 20:30 uur | Zwitserland        | 1 – 0 | Cyprus | Hardturm, Zürich Toeschouwers: 16.066 Scheidsrechter: Stuart Dougal (SCO) |
| 30 maart 2005 WK-kwalificatie № 646 «onderlinge duels» 20:30 uur | Alexander Frei 88' |       |        | Hardturm, Zürich Toeschouwers: 16.066 Scheidsrechter: Stuart Dougal (SCO) |

|                                                                |                    |       |                                                         |                                                                              |
| 4 juni 2005 WK-kwalificatie № 647 «onderlinge duels» 17:30 uur | Faeröer            | 1 – 3 | Zwitserland                                             | Svangaskarð, Toftir Toeschouwers: 2.047 Scheidsrechter: Serge Gumienny (BEL) |
| 4 juni 2005 WK-kwalificatie № 647 «onderlinge duels» 17:30 uur | Rógvi Jacobsen 70' |       | 25' Raphael Wicky 78' Alexander Frei 84' Alexander Frei | Svangaskarð, Toftir Toeschouwers: 2.047 Scheidsrechter: Serge Gumienny (BEL) |

|                                                                     |                   |       |                  |                                                                                  |
| 3 september 2005 WK-kwalificatie № 649 «onderlinge duels» 17:30 uur | Zwitserland       | 1 – 1 | Israël           | St. Jakob-Park, Basel Toeschouwers: 30.500 Scheidsrechter: Roberto Rosetti (ITA) |
| 3 september 2005 WK-kwalificatie № 649 «onderlinge duels» 17:30 uur | Alexander Frei 5' |       | 20' Adoram Keisi | St. Jakob-Park, Basel Toeschouwers: 30.500 Scheidsrechter: Roberto Rosetti (ITA) |

|                                                                     |                          |       |                                                           |                                                                               |
| 7 september 2005 WK-kwalificatie № 650 «onderlinge duels» 20:15 uur | Cyprus                   | 1 – 3 | Zwitserland                                               | GSP Stadion, Nicosia Toeschouwers: 2.561 Scheidsrechter: Nikolay Ivanov (RUS) |
| 7 september 2005 WK-kwalificatie № 650 «onderlinge duels» 20:15 uur | Eustathios Aloneftis 35' |       | 15' Alexander Frei 69' Philippe Senderos 84' Daniel Gygax | GSP Stadion, Nicosia Toeschouwers: 2.561 Scheidsrechter: Nikolay Ivanov (RUS) |

|                                                                   |                    |       |                   |                                                                               |
| 8 oktober 2005 WK-kwalificatie № 651 «onderlinge duels» 20:45 uur | Zwitserland        | 1 – 1 | Frankrijk         | Wankdorf Stadion, Bern Toeschouwers: 31.400 Scheidsrechter: Terje Hauge (NOR) |
| 8 oktober 2005 WK-kwalificatie № 651 «onderlinge duels» 20:45 uur | Ludovic Magnin 80' |       | 53' Djibril Cissé | Wankdorf Stadion, Bern Toeschouwers: 31.400 Scheidsrechter: Terje Hauge (NOR) |

|                                                                    |         |       |             |                                                                               |
| 12 oktober 2005 WK-kwalificatie № 652 «onderlinge duels» 19:45 uur | Ierland | 0 – 0 | Zwitserland | Lansdowne Road, Dublin Toeschouwers: 35.944 Scheidsrechter: Markus Merk (GER) |
| 12 oktober 2005 WK-kwalificatie № 652 «onderlinge duels» 19:45 uur |         |       |             | Lansdowne Road, Dublin Toeschouwers: 35.944 Scheidsrechter: Markus Merk (GER) |

### Eindstand
| Land        | Wed | Win | Gel | Ver | DV | DT | +/– | Pnt |
| ----------- | --- | --- | --- | --- | -- | -- | --- | --- |
| Frankrijk   | 10  | 5   | 5   | 0   | 14 | 2  | +12 | 20  |
| Zwitserland | 10  | 4   | 6   | 0   | 18 | 7  | +11 | 18  |
| Israël      | 10  | 4   | 6   | 0   | 15 | 10 | +5  | 18  |
| Ierland     | 10  | 4   | 5   | 1   | 12 | 5  | +7  | 17  |
| Cyprus      | 10  | 1   | 1   | 8   | 8  | 20 | –12 | 4   |
| Faeröer     | 10  | 0   | 1   | 9   | 4  | 27 | –23 | 1   |

### Play-off
Zwitserland plaatste zich op basis van meer uitdoelpunten.

|                                                                         |                                         |       |         |                                                                                |
| 12 november 2005 WK-kwalificatie Play-offs «onderlinge duels» 20:45 uur | Zwitserland                             | 2 – 0 | Turkije | Wankdorf Stadion, Bern Toeschouwers: 31.130 Scheidsrechter: Ľuboš Micheľ (SVK) |
| 12 november 2005 WK-kwalificatie Play-offs «onderlinge duels» 20:45 uur | Philippe Senderos 41' Valon Behrami 86' |       |         | Wankdorf Stadion, Bern Toeschouwers: 31.130 Scheidsrechter: Ľuboš Micheľ (SVK) |

|                                                                         |                                                                           |       |                                             |                                                                                                   |
| 16 november 2005 WK-kwalificatie Play-offs «onderlinge duels» 20:15 uur | Turkije                                                                   | 4 – 2 | Zwitserland                                 | Şükrü Saracoğlu Stadyumu, Istanboel Toeschouwers: 42.000 Scheidsrechter: Frank De Bleeckere (BEL) |
| 16 november 2005 WK-kwalificatie Play-offs «onderlinge duels» 20:15 uur | Tuncay Şanlı 24' Tuncay Şanlı 37' Necati Ateş 81' (pen.) Tuncay Şanlı 88' |       | 2' (pen.) Alexander Frei 84' Marco Streller | Şükrü Saracoğlu Stadyumu, Istanboel Toeschouwers: 42.000 Scheidsrechter: Frank De Bleeckere (BEL) |

## Oefeninterlands
Zwitserland speelde vier oefenwedstrijden in de aanloop naar het WK voetbal 2006.
|                                                                   |                  |       |                                                              |                                                                             |
| 1 maart 2006 Vriendschappelijk № 655 «onderlinge duels» 20:00 uur | Schotland        | 1 – 3 | Zwitserland                                                  | Hampden Park, Glasgow Toeschouwers: 20.952 Scheidsrechter: Bruno Coué (FRA) |
| 1 maart 2006 Vriendschappelijk № 655 «onderlinge duels» 20:00 uur | Kenny Miller 54' |       | 21' Tranquillo Barnetta 41' Daniel Gygax 69' Ricardo Cabanas | Hampden Park, Glasgow Toeschouwers: 20.952 Scheidsrechter: Bruno Coué (FRA) |

|                                                                  |                         |       |                |                                                                                |
| 27 mei 2006 Vriendschappelijk № 656 «onderlinge duels» 17:30 uur | Zwitserland             | 1 – 1 | Ivoorkust      | St. Jakob-Park, Basel Toeschouwers: 22.000 Scheidsrechter: Mikko Vuorela (FIN) |
| 27 mei 2006 Vriendschappelijk № 656 «onderlinge duels» 17:30 uur | Tranquillo Barnetta 32' |       | 47' Emerse Faé | St. Jakob-Park, Basel Toeschouwers: 22.000 Scheidsrechter: Mikko Vuorela (FIN) |

|                                                                  |                  |       |                       |                                                                                |
| 31 mei 2006 Vriendschappelijk № 657 «onderlinge duels» 20:45 uur | Zwitserland      | 1 – 1 | Italië                | Stade de Genève, Lancy Toeschouwers: 30.000 Scheidsrechter: Peter Sippel (GER) |
| 31 mei 2006 Vriendschappelijk № 657 «onderlinge duels» 20:45 uur | Daniel Gygax 32' |       | 11' Alberto Gilardino | Stade de Genève, Lancy Toeschouwers: 30.000 Scheidsrechter: Peter Sippel (GER) |

|                                                                  |                                                                                    |       |                     |                                                                        |
| 3 juni 2006 Vriendschappelijk № 658 «onderlinge duels» 17:30 uur | Zwitserland                                                                        | 4 – 1 | China               | Hardturm, Zürich Toeschouwers: 16.000 Scheidsrechter: Ian Stokes (IRL) |
| 3 juni 2006 Vriendschappelijk № 658 «onderlinge duels» 17:30 uur | Alexander Frei 40' Marco Streller 47' Alexander Frei 49' (pen.) Marco Streller 73' |       | 90+1' Dong Fangzhuo | Hardturm, Zürich Toeschouwers: 16.000 Scheidsrechter: Ian Stokes (IRL) |

## WK-selectie
Caps en goals corresponderend met situatie voorafgaand aan toernooi
| Nummer / Naam        | Nummer / Naam       | Geboortedatum    | Caps | Goals | Club                | Duels | Goal | Kreeg geel | Kreeg voor de tweede keer geel en dus rood | Weggestuurd |
| Doel                 | Doel                | Doel             | Doel | Doel  | Doel                | Doel  | Doel | Doel       | Doel                                       | Doel        |
| -------------------- | ------------------- | ---------------- | ---- | ----- | ------------------- | ----- | ---- | ---------- | ------------------------------------------ | ----------- |
| 1                    | Pascal Zuberbühler  | 8 januari 1971   |      |       | FC Basel            | 4     | 0    | 0          | 0                                          | 0           |
| 12                   | Diego Benaglio      | 8 september 1983 |      |       | CD Nacional Madeira | 0     | 0    | 0          | 0                                          | 0           |
| 21                   | Fabio Coltorti      | 3 december 1980  |      |       | Grasshoppers Zürich | 0     | 0    | 0          | 0                                          | 0           |
| Verdediging          |                     |                  |      |       |                     |       |      |            |                                            |             |
| 2                    | Johan Djourou       | 18 januari 1987  |      |       | Arsenal             | 3     | 0    | 1          | 0                                          | 0           |
| 3                    | Ludovic Magnin      | 20 februari 1979 |      |       | VfB Stuttgart       | 3     | 0    | 1          | 0                                          | 0           |
| 4                    | Philippe Senderos   | 14 februari 1985 |      |       | Arsenal             | 3     | 1    | 1          | 0                                          | 0           |
| 13                   | Stéphane Grichting  | 30 maart 1979    |      |       | AJ Auxerre          | 1     | 0    | 0          | 0                                          | 0           |
| 17                   | Christoph Spycher   | 30 maart 1978    |      |       | Eintracht Frankfurt | 1     | 0    | 1          | 0                                          | 0           |
| 19                   | Valon Behrami       | 19 april 1985    |      |       | Lazio Roma          | 1     | 0    | 0          | 0                                          | 0           |
| 20                   | Patrick Müller      | 17 december 1976 |      |       | Olympique Lyon      | 4     | 0    | 0          | 0                                          | 0           |
| 23                   | Philipp Degen       | 15 februari 1983 |      |       | Borussia Dortmund   | 4     | 0    | 1          | 0                                          | 0           |
| Middenveld           |                     |                  |      |       |                     |       |      |            |                                            |             |
| 5                    | Xavier Margairaz    | 7 januari 1984   |      |       | FC Zürich           | 2     | 0    | 0          | 0                                          | 0           |
| 6                    | Johann Vogel        | 8 maart 1977     |      |       | AC Milan            | 4     | 0    | 1          | 0                                          | 0           |
| 7                    | Ricardo Cabanas     | 17 januari 1979  |      |       | 1. FC Köln          | 4     | 0    | 1          | 0                                          | 0           |
| 8                    | Raphaël Wicky       | 26 april 1977    |      |       | Hamburger SV        | 4     | 0    | 1          | 0                                          | 0           |
| 10                   | Daniel Gygax        | 28 augustus 1981 |      |       | OSC Lille           | 2     | 0    | 0          | 0                                          | 0           |
| 15                   | Blerim Džemaili     | 12 april 1986    |      |       | FC Zürich           | 0     | 0    | 0          | 0                                          | 0           |
| 16                   | Tranquillo Barnetta | 22 mei 1985      |      |       | Bayer 04 Leverkusen | 4     | 1    | 2          | 0                                          | 0           |
| 22                   | Hakan Yakin         | 22 februari 1977 |      |       | BSC Young Boys      | 3     | 0    | 1          | 0                                          | 0           |
| Aanval               |                     |                  |      |       |                     |       |      |            |                                            |             |
| 9                    | Alexander Frei      | 15 juli 1979     |      |       | Stade Rennes        | 4     | 2    | 1          | 0                                          | 0           |
| 11                   | Marco Streller      | 18 juni 1981     |      |       | 1. FC Köln          | 3     | 0    | 0          | 0                                          | 0           |
| 14                   | David Degen         | 15 februari 1983 |      |       | FC Basel            | 0     | 0    | 0          | 0                                          | 0           |
| 18                   | Mauro Lustrinelli   | 26 februari 1976 |      |       | Sparta Praag        | 2     | 0    | 0          | 0                                          | 0           |
| Bondscoach           |                     |                  |      |       |                     |       |      |            |                                            |             |
| Vlag van Zwitserland | Jakob „Köbi“ Kuhn   | 12 oktober 1943  |      |       |                     |       |      |            |                                            |             |

## Wedstrijden
Op het eindtoernooi was Zwitserland ingedeeld in Groep G, samen met Togo, het Zuid-Korea van Dick Advocaat en een oude bekende uit de kwalificatie: Frankrijk.

### Groep G
|                                                                 |           |       |             |                                                                                           |
| 13 juni WK-eindronde Groep G № 659 «onderlinge duels» 18:00 uur | Frankrijk | 0 – 0 | Zwitserland | Mercedes-Benz Arena, Stuttgart Toeschouwers: 52.000 Scheidsrechter: Valentin Ivanov (RUS) |
| 13 juni WK-eindronde Groep G № 659 «onderlinge duels» 18:00 uur | (details) |       |             | Mercedes-Benz Arena, Stuttgart Toeschouwers: 52.000 Scheidsrechter: Valentin Ivanov (RUS) |

|                                                                 |      |           |                                            |                                                                                        |
| 19 juni WK-eindronde Groep G № 660 «onderlinge duels» 15:00 uur | Togo | 0 – 2     | Zwitserland                                | Signal Iduna Park, Dortmund Toeschouwers: 65.000 Scheidsrechter: Carlos Amarilla (PAR) |
| 19 juni WK-eindronde Groep G № 660 «onderlinge duels» 15:00 uur |      | (details) | 16' Alexander Frei 18' Tranquillo Barnetta | Signal Iduna Park, Dortmund Toeschouwers: 65.000 Scheidsrechter: Carlos Amarilla (PAR) |

|                                                                 |                                          |           |            |                                                                                 |
| 23 juni WK-eindronde Groep G № 661 «onderlinge duels» 21:00 uur | Zwitserland                              | 2 – 0     | Zuid-Korea | AWD Arena, Hannover Toeschouwers: 44.652 Scheidsrechter: Horacio Elizondo (ARG) |
| 23 juni WK-eindronde Groep G № 661 «onderlinge duels» 21:00 uur | Philippe Senderos 23' Alexander Frei 77' | (details) |            | AWD Arena, Hannover Toeschouwers: 44.652 Scheidsrechter: Horacio Elizondo (ARG) |

### Achtste finale
|                                                                        |             |       |          |                                                                                         |
| 26 juni WK-eindronde Achtste finale № 662 «onderlinge duels» 21:00 uur | Zwitserland | 0 – 0 | Oekraïne | RheinEnergieStadion, Keulen Toeschouwers: 45.000 Scheidsrechter: Benito Archundia (MEX) |
| 26 juni WK-eindronde Achtste finale № 662 «onderlinge duels» 21:00 uur | (details)   |       |          | RheinEnergieStadion, Keulen Toeschouwers: 45.000 Scheidsrechter: Benito Archundia (MEX) |

|                                                    |     | strafschoppen                                                |  |
| Marco Streller Tranquillo Barnetta Ricardo Cabanas | 0–3 | Andrij Sjevtsjenko Artem Milevsky Serhij Rebrov Oleg Goesjev |  |

SFV · A-internationals · Selecties · Bondscoaches · Zwitsers vrouwenelftal · Olympisch elftal · Zwitserland U21 · Zwitserland U19 · Zwitserland U18 · Zwitserland U17 · Zwitserland U16 · Vrouwen U17
1905 – 1919 · 
1920 – 1929 · 
1930 – 1939 · 
1940 – 1949 · 
1950 – 1959 · 
1960 – 1969 · 
1970 – 1979 · 
1980 – 1989 · 
1990 – 1999 · 
2000 – 2009 · 
2010 – 2019 · 
2020 – 2029
EK's: 1996 · 
2004 · 
2008 · 
2016 · 
2020 · 
2024
WK's: 1934 · 
1938 · 
1950 · 
1954 · 
1962 · 
1966 · 
1994 · 
2006 · 
2010 · 
2014 · 
2018 · 
2022
OS: 1924 · 
1928 · 
2012
1905 · 
1906 · 1907 · 
1908 · 
1909 · 
1910 · 
1911 · 
1912 · 
1913 · 
1914 · 
1915 · 
1916 · 
1917 · 
1918 · 
1919 · 
1920 · 
1921 · 
1922 · 
1923 · 
1924 · 
1925 · 
1926 · 
1927 · 
1928 · 
1929 · 
1930 · 
1931 · 
1932 · 
1933 · 
1934 · 
1935 · 
1936 · 
1937 · 
1938 · 
1939 · 
1940 · 
1941 · 
1942 · 
1943 · 
1944 · 
1945 · 
1946 · 
1947 · 
1948 · 
1949 · 
1950 · 
1952 ·
1952 · 
1953 · 
1954 · 
1955 · 
1956 · 
1957 · 
1958 · 
1959 · 
1960 · 
1961 · 
1962 · 
1963 · 
1964 · 
1965 · 
1966 · 
1967 · 
1968 · 
1969 · 
1970 · 
1971 · 
1972 · 
1973 · 
1974 · 
1975 · 
1976 · 
1977 ·
1978 · 
1979 · 
1980 · 
1981 · 
1982 · 
1983 · 
1984 · 
1985 · 
1986 · 
1987 · 
1988 · 
1989 · 
1990 ·
1991 · 
1992 · 
1993 · 
1994 ·
1995 · 
1996 · 
1997 · 
1998 · 
1999 · 
2000 · 
2001 · 
2002 · 
2003 · 
2004 · 
2005 · 
2006 · 
2007 · 
2008 · 
2009 · 
2010 · 
2011 · 
2012 · 
2013 ·
2014 ·
2015 ·
2016 ·
2017 ·
2018 ·
2019 ·
2020 ·
2021 ·
2022
Albanië ·
Algerije · 
Andorra · 
Argentinië ·
Australië ·
Azerbeidzjan ·
België ·
Bolivia ·
Bosnië en Herzegovina ·
Brazilië ·
Bulgarije ·
Canada ·
Chili ·
China ·
Colombia ·
Costa Rica ·
Cyprus ·
Denemarken ·
DDR ·
Duitsland ·
Ecuador ·
Egypte ·
Engeland · 
Estland ·
Faeröer ·
Finland ·
Frankrijk ·
Georgië ·
Ghana ·
Gibraltar ·
Griekenland ·
Honduras ·
Hongarije ·
Hongkong ·
Ierland ·
IJsland ·
Israël ·
Italië ·
Ivoorkust ·
Jamaica ·
Japan ·
Joegoslavië ·
Kameroen ·
Kenia ·
Kosovo ·
Kroatië ·
Letland ·
Liechtenstein ·
Litouwen ·
Luxemburg ·
Malta ·
Marokko ·
Mexico ·
Moldavië ·
Montenegro ·
Nederland ·
Nigeria ·
Noord-Ierland ·
Noorwegen ·
Oekraïne ·
Oman ·
Oostenrijk ·
Panama ·
Peru ·
Polen ·
Portugal ·
Qatar ·
Roemenië ·
Rusland ·
Saarland ·
San Marino ·
Schotland ·
Servië ·
Slovenië ·
Slowakije ·
Sovjet-Unie · 
Spanje ·
Togo ·
Tsjechië ·
Tsjecho-Slowakije ·
Tunesië ·
Turkije ·
Uruguay ·
Venezuela ·
VA Emiraten ·
Verenigde Staten ·
Wales ·
Wit-Rusland ·
Zimbabwe ·
Zuid-Korea ·
Zweden
Albanië (2016) ·
Argentinië (2014) ·
Brazilië (2018) ·
Chili (2010) ·
Costa Rica (2018) ·
Ecuador (2014) ·
Frankrijk (2006) ·
Frankrijk (2014) ·
Frankrijk (2016) ·
Frankrijk (2021) ·
Honduras (2010) · 
Honduras (2014) · 
Italië (2021) · 
Oekraïne (2006) ·
Portugal (2008)  · 
Portugal (2022) · 
Roemenië (2016) · 
Servië (2018) ·
Spanje (2010) ·
Spanje (2021) ·
Togo (2006) ·
Tsjechië (2008) ·
Turkije (2008) ·
Turkije (2021) ·
Wales (2021) ·
Zuid-Korea (2006) ·
Zweden (2018)